# New Lisbon (Wisconsin)
New Lisbon ist eine Stadt (mit dem Status „City“) im Juneau County im US-amerikanischen Bundesstaat Wisconsin. Im Jahr 2010 hatte New Lisbon 2554 Einwohner.

## Geografie
New Lisbon liegt im südwestlichen Zentrum Wisconsins an der Mündung des Little Lemonweir River in den Lemonweir River, der über den Wisconsin River zum Stromgebiet des Mississippi gehört.
Die geografischen Koordinaten von New Lisbon sind 43°52′45″ nördlicher Breite und 90°09′56″ westlicher Länge. Das Stadtgebiet erstreckt sich über eine Fläche von 7,54 km².
Nachbarorte von New Lisbon sind Necedah (19,6 km nordnordöstlich), Mauston (12,3 km südöstlich), Elroy (20,1 km südsüdwestlich), Hustler (8,6 km westlich) und Camp Douglas (10,3 km nordwestlich).
Die nächstgelegenen größeren Städte sind Green Bay am Michigansee (224 km ostnordöstlich), Wisconsins größte Stadt Milwaukee (232 km ostsüdöstlich), Wisconsins Hauptstadt Madison (131 km südsüdwestlich), La Crosse (102 km westlich) und Eau Claire (159 km nordwestlich).

## Verkehr
Die Interstate Highways 90 und 94 verlaufen auf einem gemeinsamen Streckenabschnitt entlang der nordöstlichen Stadtgrenze. Im Stadtzentrum trifft der U.S. Highway 12 und die Wisconsin State Highways 16 und 80. Alle weiteren Straßen sind untergeordnete Landstraßen, teils unbefestigte Fahrwege sowie innerörtliche Verbindungsstraßen.
Im Stadtgebiet treffen für den Frachtverkehr zwei Eisenbahnstrecken der Canadian Pacific Railway (CPR) und der Union Pacific Railroad (UP) zusammen.
Mit dem Mauston-New Lisbon Union Airport befindet sich 6,5 km südöstlich ein kleiner Flugplatz. Die nächsten Verkehrsflughäfen sind der Dane County Regional Airport in Madison (125 km südöstlich) und der Milwaukee Mitchell International Airport in Milwaukee (242 km ostsüdöstlich).

## Bevölkerung
Nach der Volkszählung im Jahr 2010 lebten in New Lisbon 2554 Menschen in 631 Haushalten. Die Bevölkerungsdichte betrug 338,7 Einwohner pro Quadratkilometer. In den 631 Haushalten lebten statistisch je 2,33 Personen.
Ethnisch betrachtet setzte sich die Bevölkerung zusammen aus 82,2 Prozent Weißen, 14,6 Prozent Afroamerikanern, 1,3 Prozent amerikanischen Ureinwohnern, 0,3 Prozent Asiaten sowie 0,4 Prozent aus anderen ethnischen Gruppen; 1,1 Prozent stammten von zwei oder mehr Ethnien ab. Unabhängig von der ethnischen Zugehörigkeit waren 4,3 Prozent der Bevölkerung spanischer oder lateinamerikanischer Abstammung.
15,2 Prozent der Bevölkerung waren unter 18 Jahre alt, 73,5 Prozent waren zwischen 18 und 64 und 11,3 Prozent waren 65 Jahre oder älter. 30,9 Prozent der Bevölkerung war weiblich.
Das mittlere jährliche Einkommen eines Haushalts lag bei 37.969 USD. Das Pro-Kopf-Einkommen betrug 18.833 USD. 14,8 Prozent der Einwohner lebten unterhalb der Armutsgrenze.

## Bekannte Bewohner
- Marc Andreessen (* 1971) – Mitbegründer von Netscape Communications – aufgewachsen in New Lisbon
- Kurtwood Smith (* 1943) – Schauspieler – geboren in New Lisbon